# SM U-88 (1916)
SM U-88 – niemiecki okręt podwodny typu U-87 zbudowany w Kaiserliche Werft Danzig w Gdańsku w latach 1915-1917. Wodowany 22 czerwca 1916 roku, wszedł do służby w Cesarskiej Marynarce Wojennej 7 kwietnia 1917 roku. 18 maja 1917 roku został przydzielony do III Flotylli pod dowództwem kapitana Walthera Schwiegera. U-88 w czasie czterech patroli zatopił 12 statków nieprzyjaciela o łącznej wyporności 39 382 BRT oraz dwa uszkodził. 
W czasie pierwszego patrolu na Morzu Północnym, 23 maja 1917 roku, U-88 zatopił norweski parowiec „Hector” o wyporności 1 146 BRT, który płynął z Norwegii do Hull z ładunkiem śledzi. 
31 maja 1917 roku U-88 zatopił swój największy statek, był to japoński parowiec pasażerski „Miyazaki Maru” o wyporności 6 182 BRT, który płynął z Jokohamy do Londynu z ładunkiem oraz pasażerami.
5 września 1917 roku U-88 zaginął, zatonął z nieznanych przyczyn na Morzu Północnym niedaleko od wybrzeży Holandii. Poległa cała 43 osobowa załoga